# Okupace (právo)
Okupace v právu označuje originární způsob nabytí vlastnictví přivlastněním věci ničí nebo volně žijících zvířat. Český občanský zákoník tento způsob přivlastnění umožňuje v ustanoveních § 1045–1050.
S právem okupace je příbuzné právo obecného užívání, které zaručuje každému možnost běžnými způsoby užívat krajinu, les, pozemní komunikace, povrchové vody atd. Zásadní rozdíl však spočívá v tom, že uživatel nenabývá vlastnictví užívané věci.

## Historie
Právo okupace se objevilo už v římském právu. Jeho zásady převzal i obecný zákoník občanský, jehož ustanovení § 380–402 umožňovaly okupaci volně žijících zvířat, opuštěných věcí, náhodně nalezeného pokladu a také válečné kořisti.
Ještě český občanský zákoník z roku 1950 umožňoval ve svém § 119 okupaci věcí nepatrné hodnoty, ale další občanský zákoník z roku 1964, platný až do konce roku 2013, už pojem okupace neznal. Bylo uznáváno jen nabytí vlastnictví obdobné okupaci podle zvláštních zákonů, např. lovem, rybolovem, sběrem klestí a lesních plodů atd. Tato koncepce vycházela z toho, že české právo na rozdíl od práva římského neznalo také pojem derelikce (opuštění věci), každý pozemek byl v nepřetržitém vlastnictví, opuštěná movitá věc propadala státu nebo obci. Avšak volně žijící živočichové, volně rostoucí rostliny a některé další přírodní zdroje byli částečně v obdobném postavení věci ničí. 